# Мессмер, Отто
Отто Джеймс Мессмер (англ. Otto James Messmer; 16 августа 1892 — 28 октября 1983) — американский мультипликатор, известный своими мультфильмами и комиксами о Коте Феликсе.
Благодаря вкладу, сделанному Мессмером в образ кота Феликса, многие американские и английские историки именно его считают создателем этого популярного героя мультфильмов эпохи немого кино.

## Биография
Мессмер родился 16 августа 1892 года в Уэст-Хобокене, штат Нью-Джерси (в настоящее время входит в черту города Юнион-Сити). Учился в приходской школе Святого семейства. Благодаря родителям и учителям с юных лет влюбился в водевиль и индустрию развлечений в целом. С 1911 по 1913 год учился в Школе искусств Томаса в Нью-Йорке, участвовал в учебно-практической программ Acme Agency, рисуя иллюстрации для модного каталога.
С юности был впечатлен рисованием и кинематографом. У Хая Майера обучился анимации, вместе с ним в 1914 году выпускал рекламные мультфильмы. Талант Мессмера был замечен Пэтом Салливаном, который в 1915 нанял его для работы в новой студии анимации. Салливан и Мессмер выпустили множество рекламных мультфильмов, но затем их пути разошлись на три года, когда Мессмер перешел на другую работу, а вскоре отправился на Первую мировую войну.
По возвращении из Европы Мессмер снова стал работать у Салливана и в 1919 году для компании Paramount выпустил мультфильмы Feline Follies и The Musical Meows с котом в главной роли. Это кот признается историками анимации прототипом Феликса, который появился в третьем мультфильме в серии — The Adventures of Felix.
Кот Феликс быстро набрал популярность, но вся слава и деньги достались владельцу студии Пэту Салливану. В 1923 году помимо мультфильмов Мессмер начал рисовать еженедельные, а затем и ежедневные комиксы о коте Феликсе. Подписывал он их по-прежнему именем Салливана.
После смерти Салливана в 1933 году его студия прекратила существование, права на кота Феликса перешли к родственникам продюсера. Но Мессмер сохранил за собой выпуск комиксов, которыми занимался до 1950-х годов, в конце концов уступив работу над ними молодому карикатуристу Джо Ориоло.
До 1970-х годов Мессмер и его вклад в создание Феликса оставались малоизвестны, но затем дело взял в свои руки Джон Кейнмейкер, который организовал несколько интервью с Мессмером и его прежними коллегами, а в 1991 году обобщил собранный материал в книге Felix: the twisted tale of the world’s most famous cat. Кейнмейкер доказывал, что кота Феликса единолично придумал Отто Мессмер, однако австралийские исследователи опровергли это утверждение.
28 октября 1983 года Мессмер скончался от сердечного приступа в Holy Name Medical Center в городе Тинек, штат Нью-Джерси, в возрасте 91 года. Кот Феликс на сегодняшний день появляется на страницах более чем 250 газет по всему миру.